# Partido Comunista en Dinamarca
El Partido Comunista en Dinamarca (en danés: Kommunistisk Parti i Danmark), es un partido político de Dinamarca. El KPiD fue fundado en 1990, como escisión del Partido Comunista de Dinamarca (DKP). Los fundadores del KPiD se opusieron a la decisión del DKP (junto con otras fracciones políticas) a crear el partido político Alianza Roji-Verde. El KPiD es visto como más ortodoxo ideológicamente que el DKP.
- Datos: Q1787779

1. ↑  «Los partidos comunistas daneses se reunifican | NR | Periodismo alternativo». 13 de agosto de 2023. Consultado el 5 de agosto de 2025.
2. ↑  «Aquí la fuente de la idelogia del partido.».